# Postalm (Obersulzbachtal)
Die Postalm ist eine bewirtschaftete Berghütte in der Venedigergruppe im Gemeindegebiet Neukirchen am Großvenediger etwa am Ende des Obersulzbachtales.

## Nachbarlagen
In diesem Tal befinden sich mehrere von Almen und bewirtschaftete Berghütten bzw. Schutzhütten, neben der Postalm noch die Hofrat-Keller-Hütte, Schiedhofalm, Poschalm, Obersulzbachhütte, Kampriesenalm, Kürsingerhütte und Berndlalm.

## Bewirtschaftung
Die Alm ist für Übernachtungen und Bewirtschaftungen von Gästen ausgelegt, Seminarbetrieb wird angeboten. Neben dem Haus gibt es einen Energielehrpfad.

## Geschichte

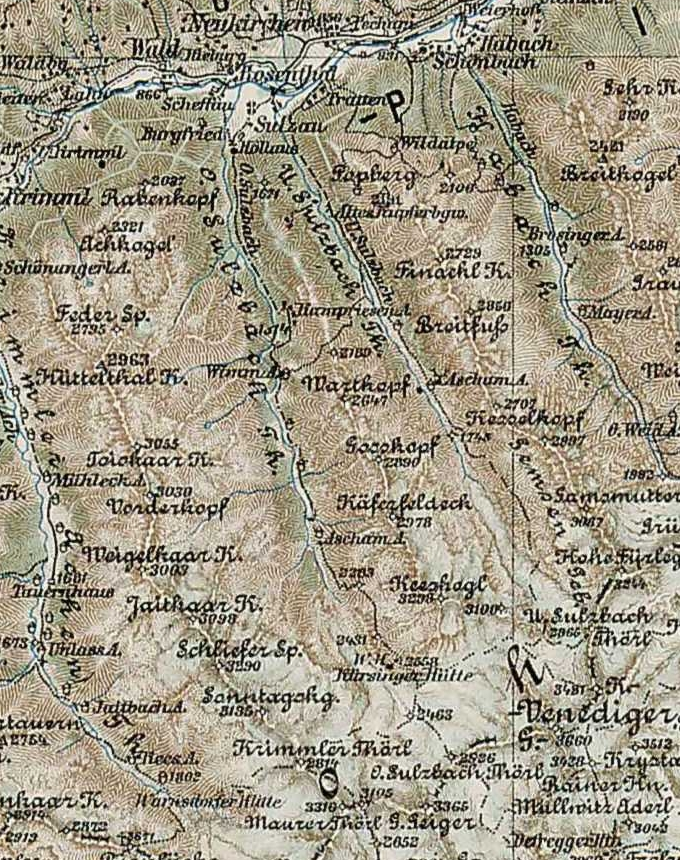
O(beres) und U(nteres) Sulzbach Th(al). Franzisco-Josephinische Landesaufnahme, Blatt 30–47 Bruneck, um 1900

Die Postalm ist seit 5 Generationen in Familienbesitz (ursprünglicher Familienname Maier seit 1911). Ursprünglich gehört die Alm zum Gasthaus zur Post in Neukirchen (damaliger Standort beim Marktplatz/Musikpavillon) – deshalb die Namensgebung.
Von Anfang an diente die Postalm Bergsteigern als Stützpunkt zur Besteigung des begehrten Großvenedigers. Mit der Eröffnung der Pinzgauer Localbahn (Schmalspurbahn) im Jänner 1898 gab es für Bergsteiger die Möglichkeit den Oberpinzgau besser zu erreichen. In den 1920er Jahren nahm die Anzahl der Touristen zu, es entstand ein vermehrter Bedarf an Unterkünften. So wurde die Postalm 1928 neu errichtet und dabei vergrößert.
Bis etwa 1975 führte nur ein Weg vom Hopffeldboden (⊙) zur Alm. Erst mit Bau eines Ziehweges von der Berndlalm talaufwärts wurde die Bewirtschaftung einfacher. Bei Bedarf fährt ein Hüttentaxi vom Hopffeldboden zur Alm.
Entwicklung der Alm seit 1980:
- 1980 wurde ein eigenes Wasserkraftwerk errichtet
- 1991 Komplettsanierung und Erweiterung des Hauses
- 2002 vollbiologische Kläranlage
- 2004 Neufassung der Quelle
- 2006 neuer Ziehweg
- Mai 2007 Start des Energieprojektes (2009 aktiv Preis, die höchste Umweltauszeichnung Österreich)
- 2010 Errichtung des Seminargebäudes als Ausgangspunkt für den Energielehrpfad

## Wege und Touren
Aufstieg erfolgt leicht von Neukirchen oder Wald durchs Obersulzbachtal bzw. vom Parkplatz Hopffeldboden.
Es ist ein Ausflugsziel für Wanderer und Mountainbiker, Urlaubsziel für Naturliebhaber, Ausgangspunkt für Schitourengeher im Frühjahr.
Die Hütte kann Ausgangspunkt für folgenden Touren sein:
- Geiger (3360 m)
- Großvenediger (3657 m)
- Kleinvenediger (3468 m)

Die Alm ist im Frühjahr als Zwischenstation bei Schitour geeignet. So kann man die Schlieferspitze (3290 m) in 4,0 h, Sonntagsköpfe (3129 m) in 3,0 h, Krimmler Törlkopf (3063 m) in 3,0 h, Gamsspitzl (Venedigergruppe) (2888 m) in 3,5 h, Großer Geiger (3360 m) in 4,5 h, Großvenediger (3657 m) in 6,0 h und der Keeskogel (3291 m) in 4,5 h erreichen, im Sommer auch in 4,0 h erstiegen werden. Die Kürsingerhütte, die auf einer Höhe von 2558 m liegt, im Frühjahr als Schitour in 3,5 h zu erreichen, im Sommer in 2,0 h.
Im Sommer kann man von der Postalm zum Seebachsee (2083 m, 2,5 h) oder Foißkarsee (2132 m, 2,5 h) wandern.
Der Gletscherlehrweg Obersulzbachtal (2280 m): Von der Materialseilbahn der Kürsingerhütte kommend, sieht man im Gletschervorfeld einen Teil des Obersulzbachkees, der einen Einblick in die Entwicklung seit der Eiszeit gibt. Wissenswertes vermitteln 18 Stationen während des 3 km langen Lehrweges.
Den Kürsingersteig, der auf einer Höhe von 1932 m bei der Materialseilbahn (⊙) beginnt, kann man in 3,5 h durchsteigen. Der höchste Punkt der Tour ist der Keeskogel mit 3291 m.